# Jürgen Hartenstein
Jürgen Hartenstein (* 1. März 1971) ist ein ehemaliger deutscher Boxer.

## Werdegang
Hartenstein nahm 1988 an der Junioren-Europameisterschaft in Danzig teil und schied dort in der Gewichtsklasse bis 75 Kilogramm im Viertelfinale aus. Bei der im August 1989 in Puerto Rico ausgetragenen Weltmeisterschaft der Junioren zog er ebenso ins Viertelfinale ein, musste sich in jenem aber dem Schotten Stephen Wilson geschlagen geben. Hartenstein wurde zweimal deutscher Amateurmeister.
Als Berufsboxer stand Hartenstein erstmals Mitte August 1997 im Ring und bezwang bei seinem Einstand den Slowaken Zsolt Janko. Der unter dem Kampfnamen „The Rock“ (deutsch: Der Fels) antretende Hartenstein wies eine Bilanz von sechs Siegen und zwei Niederlagen auf, als er im September 1998 gegen Uwe Lorch um den vakanten deutschen Meistertitel im Supermittelgewicht boxte. Hartenstein setzte sich durch und besiegte Lorch nach Punkten. Im Juni 1999 kämpfte Rechtsausleger Hartenstein im französischen Levallois-Perret gegen Titelverteidiger Bruno Girard um die Europameisterschaft im Supermittelgewicht. Bereits in der ersten Runde ging der 1,79 Meter große Hartenstein nach einer Schlagkombination des Franzosen zu Boden. Zu Beginn der dritten Runde wurde Hartenstein, der von Trainer Frank Kiy betreut wurde, abermals auf die Bretter geschickt. In der achten Runde nahm der Ringrichter den Deutschen nach einem erneuten Niederschlag aus dem Kampf.
Hartenstein verlor auch seinen folgenden Kampf, danach gewann er drei in Folge und kämpfte im Februar 2002 gegen den Italiener Silvio Branco um die IBF-Intercontinental-Meisterschaft im Halbschwergewicht, verlor aber vorzeitig. Damit begann eine Niederlagenserie, Hartenstein gewann bis zu seinem Karriereende als Berufsboxer im September 2010 nur noch einen Kampf, wobei er von März 2003 bis Juni 2006 keinen Kampf austrug. Während der gut dreijährigen Pause arbeitete Hartenstein unter anderem als Türsteher in München. Im Mai und November 2002 verlor er jeweils gegen Andy Liebing im Kampf um die deutsche Meisterschaft im Supermittelgewicht. Die letzten sieben Kämpfe als Berufsboxer bestritt Hartenstein in Amerika, sechs davon in den Vereinigten Staaten und den letzten in Mexiko.
Hartenstein ist die Hauptfigur des 2007 erschienenen Dokumentarfilms Comeback, für den Regisseur Maximilian Plettau den mittlerweile von Trainer Markus Kone betreuten Boxer ein Jahr lang begleitete. Der Film zeigt Hartensteins Bemühen, nach rund dreijähriger Kampfpause mit Mitte 30 und unter schwierigen Bedingungen ins Berufsboxen zurückzukehren und Veranstalter von Berufsboxveranstaltungen in den USA von seinen Fähigkeiten zu überzeugen. Hartenstein lernte in den Vereinigten Staaten seine spätere Ehefrau kennen, ließ sich in Philadelphia nieder und wurde dort als Fitnesstrainer beruflich tätig.